# سؤدد (اسم)

العالم برهان الدين بن إبراهيم بن عمر البجيلي العكي 

## إنجازاته
اسم 

## اسم
خطأ في التعبير: علامة ترقيم لم نتعرف عليها «ب».%
{{|صاحب كتاب برهان الرايض}}
[[تصنيف:أ عالم